# Simon van Hoorn

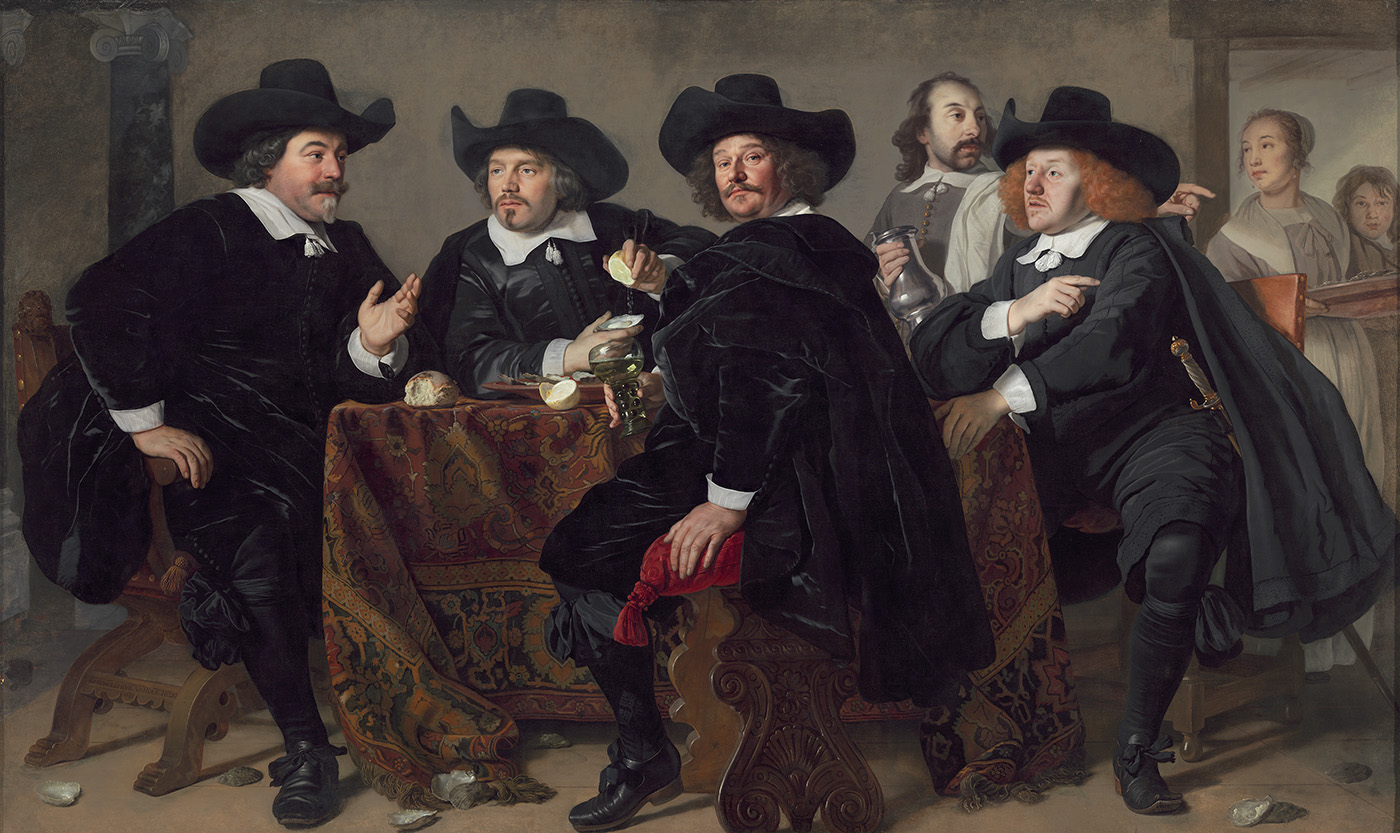
Gerard Reynst, Cornelis Jan Witsen, Roelof Bicker, en Simon van Hoorn aan de oestermaaltijd door Van der Helst.

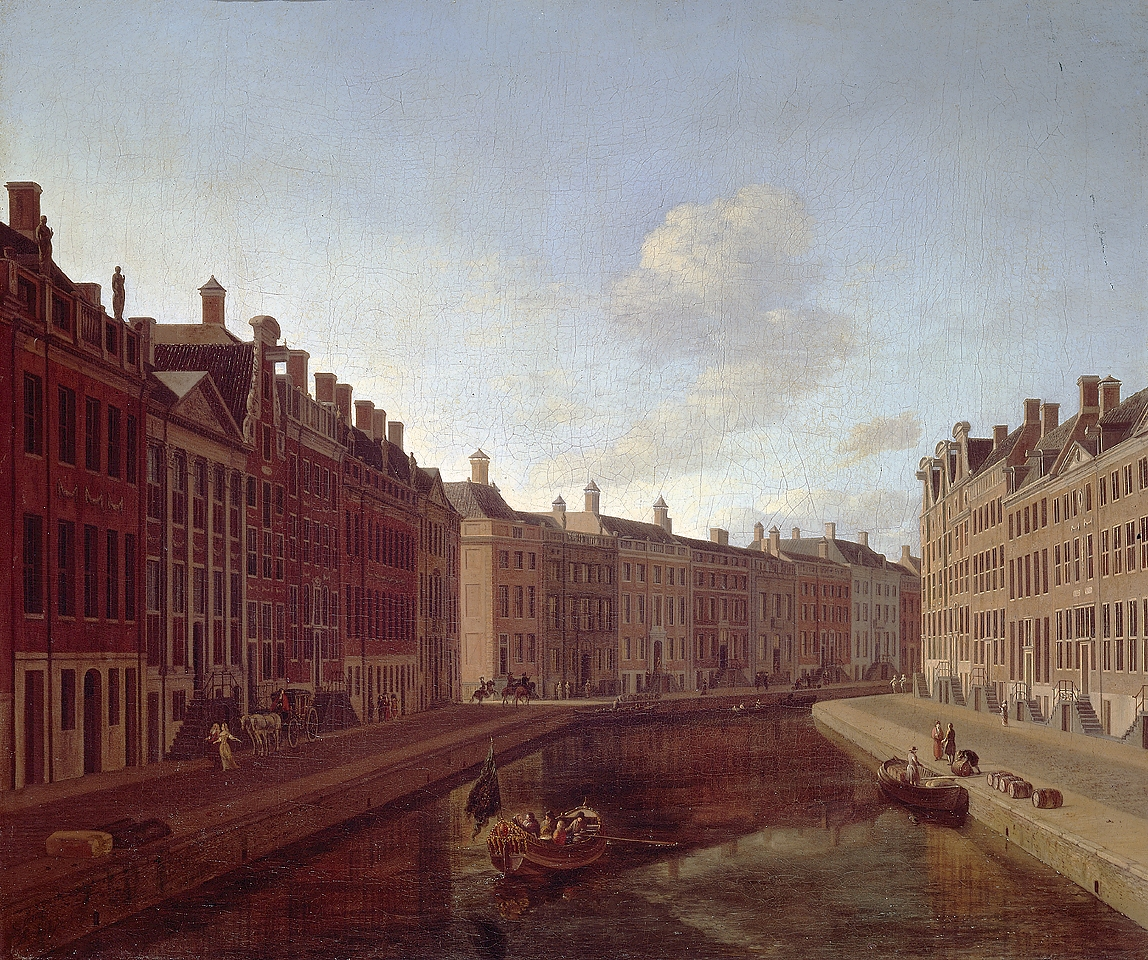
Gerrit Adriaensz. Berckheyde. De bocht van de Herengracht te Amsterdam met het eerste pand links van de weduwe Van Hoorn. (1685)

Simon van Hoorn (23 oktober 1618 - 19 augustus 1667) was een burgemeester van Amsterdam tussen 1659 en 1667, bewindhebber van de VOC, sinds 1653 overman van de Kloveniersdoelen, kapitein in de schutterij, curator van het Athenaeum Illustre en in 1660 gezant naar Karel II van Engeland, naar het zich laat aanzien, vergezeld door Johannes Klencke.

## Biografie
Van Hoorn was de zoon van de wijnhandelaar Jacob Claesz. op de Keizersgracht en Weyntje van Neck. Hij trouwde in 1648 met Henriette van der Gracht (1625-1691) en werd lid van de vroedschap. Het echtpaar betrok Herengracht 58 of 60. In 1653 werd hij schepen. Van Hoorn was geïnteresseerd in cartografie en botanie en had contacten met de arts Willem Piso.
In 1655 is hij geschilderd door Bartholomeus van der Helst. Van Hoorn was betrokken bij de inwijding van het Stadhuis op de Dam en de Vierde Uitleg. In 1660 Jacob Fransz. Hinlopen zijn buitenplaats Hoffsaet bij Abcoude aan Simon van Hoorn.
In 1660 sloot Engeland vrede met Spanje en Portugal en werd de Acte van Navigatie door het Engelse parlement hernieuwd. De Engelsen waren daarmee een bedreiging geworden voor de handel op de Oost en de slavenhandel op de West. In juli 1660 arriveerde Lodewijk van Nassau-Beverweerd; Simon van Hoorn, Michiel van Gogh uit Vlissingen en de katholieke Joachim Ripperda kwamen in november naar Londen om met Karel II te onderhandelen over onbelemmerde scheepvaart en een geschenk aan te bieden. De Dutch Gift wordt meestal in verband gebracht met de Restauratie en zijn kroning in het daaropvolgende jaar.
Het geschenk bestond uit een plezierjacht, meubels, afkomstig van de stadhouder Willem II, 24 (voornamelijk Italiaanse) schilderijen en twaalf beelden, afkomstig uit de nalatenschap van Gerard Reynst (verzamelaar), die in 1658 was verdronken voor zijn huis op de Keizersgracht 209. Het geschenk was georganiseerd door de Amsterdamse burgemeesters Cornelis en Andries de Graeff. Gerrit Uylenburgh en Artus Quellinus bemoeiden zich met de samenstelling van het geschenk.
Van Hoorn keerde pas in 1662 terug uit Londen.
Lambert Reynst werd in 1667 benoemd als zijn opvolger. Vondel prees Van Hoorn in een gedicht.
De weduwe verhuisde in 1670 naar Herengracht 478 in de Gouden Bocht. Het pand was ontworpen door Elias Bouman; binnen hing een schilderijenverzameling. Zij woonde naast François de Vicq. Haar dochter Wendela trouwde met Jacob Popta. Haar kleindochters Henriette en Catharina Popta trouwden met de beide broers Gerard en Cornelis Bors van Waveren.
- Biografisch Portaal: 51386712
- Gemeinsame Normdatei: 137178425
- International Standard Name Identifier: 0000 0000 5590 4024
- Nationale Bibliotheek van Tsjechië: xx0325046
- Virtual International Authority File: 81405837
- WorldCat: E39PBJdgWxQmjyC6wThdxTcdcP